# Kamień Pomorski
Kamień Pomorski [[ˈkamʲɛɲ pɔˈmɔrski] ⓘ], deutsch Cammin in Pommern (abgekürzt Cammin i. Pom., auch Kammin), ist eine Stadt in der polnischen Woiwodschaft Westpommern. Sie ist Sitz des Powiat Kamieński und staatlich anerkannter Kurort.

## Geographie

### Lage
Die Stadt liegt in Hinterpommern am Camminer Bodden (Zalew Kamieński), einer Ausbuchtung der in die Ostsee mündenden Dievenow (Dziwna). Die Höhe der Stadt über dem Meeresspiegel beträgt 17 m. Bis zur Ostsee und dem Badeort Dziwnówek (Klein Dievenow) sind es 10 km, nach Stettin etwa 70 km.

### Umgebung
In der Umgebung der Stadt befinden sich die Badeorte Dziwnówek (Wald Dievenow), Dziwnów (Berg Dievenow) und Pobierowo (Poberow).

## Geschichte

### Von den Ursprüngen im 12. bis zum 16. Jahrhundert

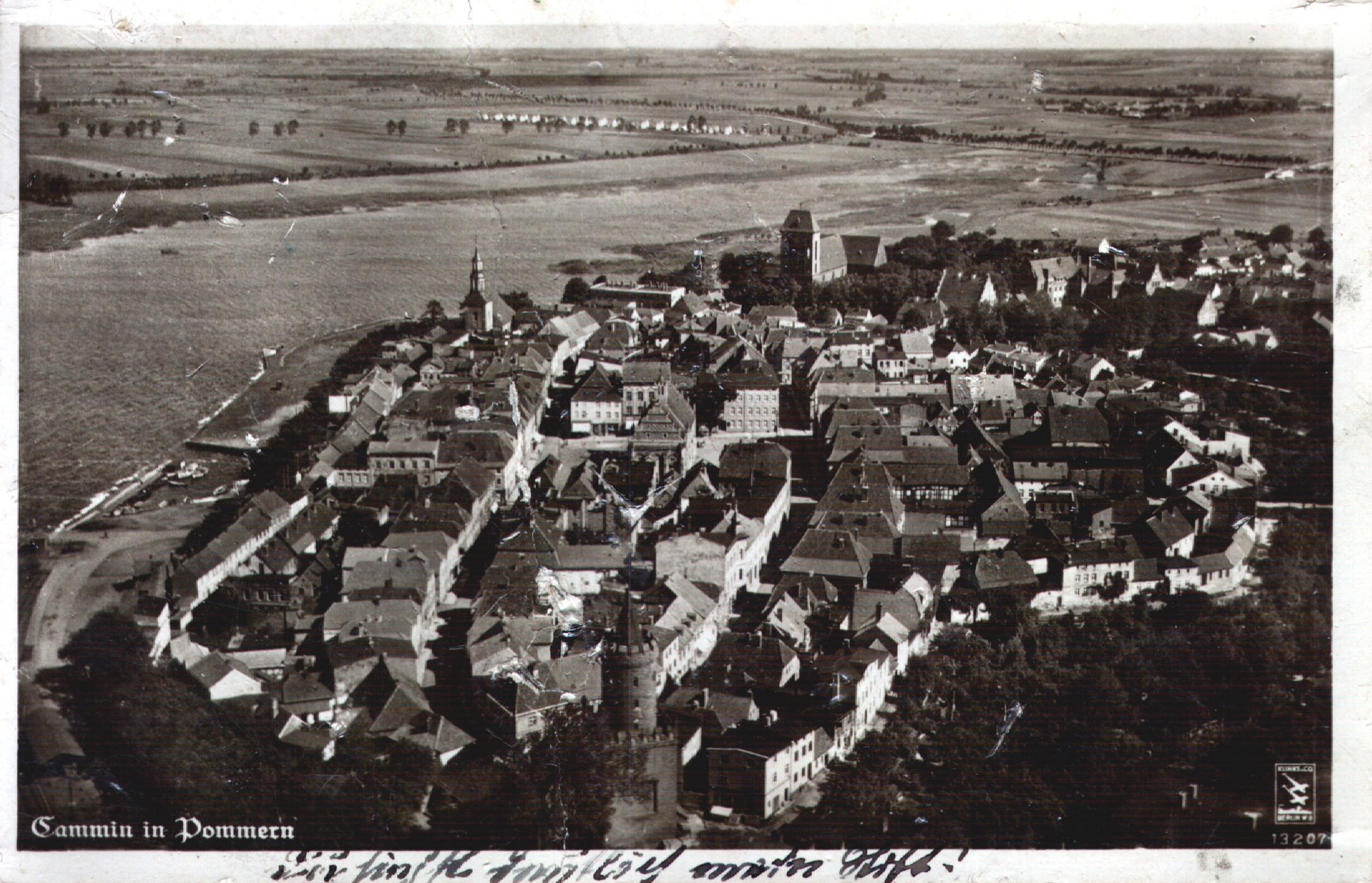
Luftbild, 1941

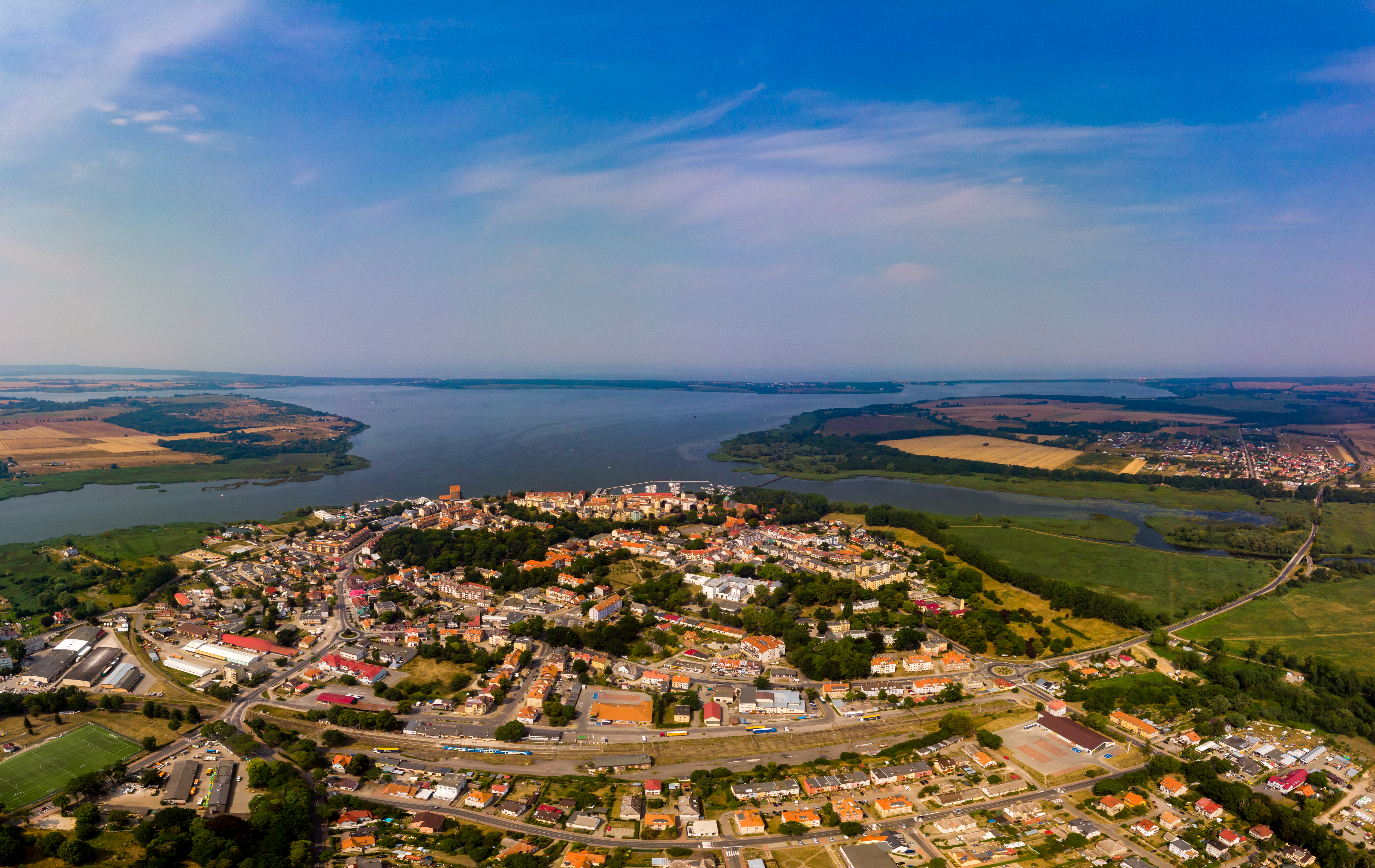
Luftbild, 2020

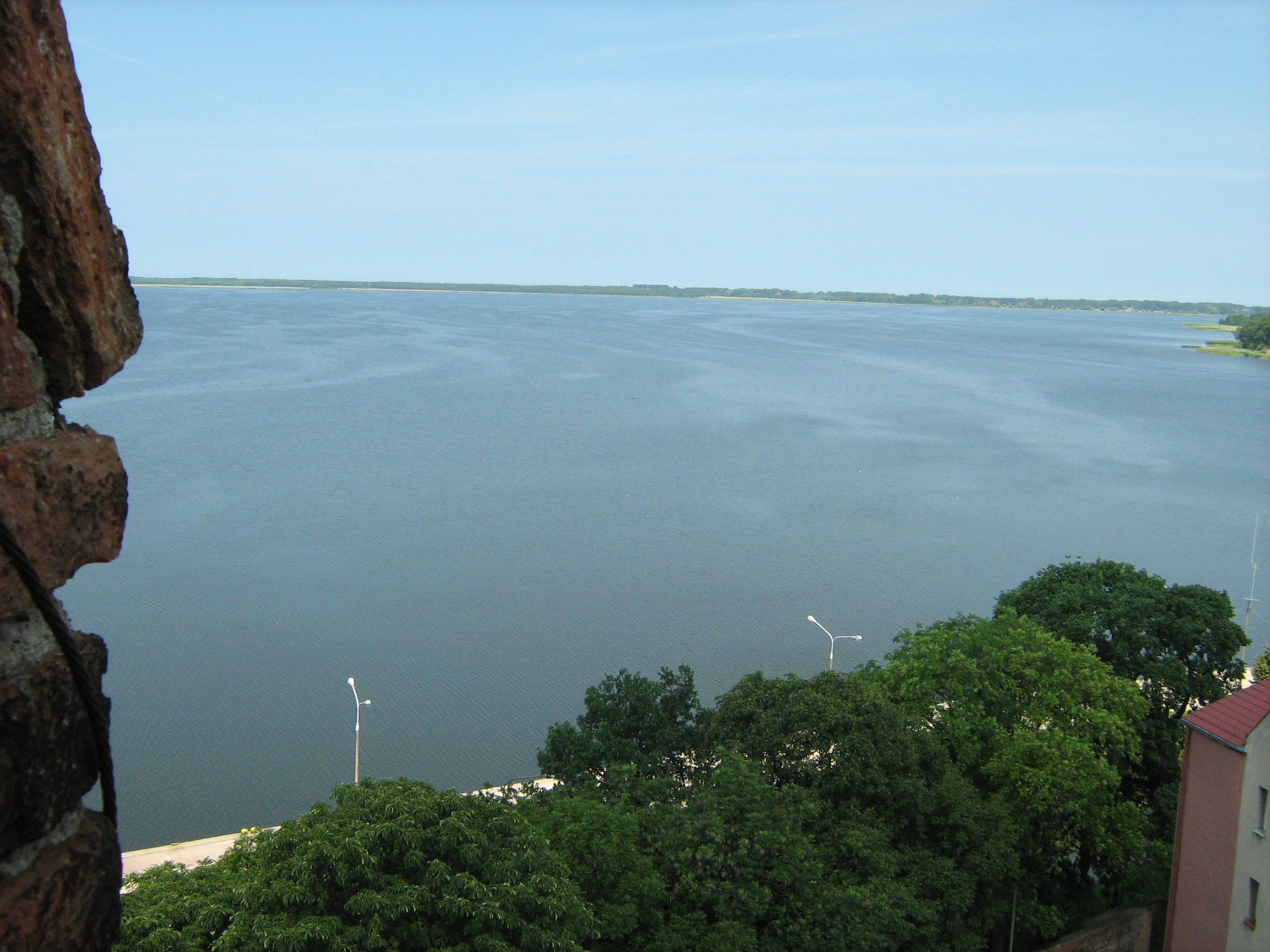
Camminer Bodden

Im Jahr 1107 wurde ein Slawischer Burgwall der Wenden erwähnt. Als Anfang des 12. Jahrhunderts Polenherzog Bolesław III. Schiefmund Pommern eroberte, um es zu christianisieren, holte er zu diesem Zweck Bischof Otto von Bamberg in das Land. In diesem Zusammenhang wurde 1124 Cammin erwähnt, als sich Otto dort im Juni aufhielt, um die Slawen zu taufen. 1128 unternahm Otto mit Unterstützung des späteren römisch-deutschen Kaisers Lothar III. eine weitere Missionsreise nach Pommern, in deren Rahmen er sich erneut in Cammin aufhielt. Der zwischen 1121 und 1135 regierende Pommernherzog Wartislaw I. hatte seine Residenz in Cammin – der Ort war also der erste bekannte Sitz eines pommerschen Herzogs. Im Zusammenhang mit der Gründung des Klosters Stolpe wurde 1153 als dessen Ordinator der Bischof Adelbertus von Cammin genannt.
Das Bistum Cammin wurde erst nach der Unterwerfung Hinterpommerns durch Heinrich den Löwen im Jahr 1175 mit Bischof Konrad I. von Salzwedel offiziell gegründet. Zu dieser Zeit ließ Herzog Kasimir I. den Dom St. Johannis errichten. Brandenburgische Truppen zerstörten 1273 die Ortschaft, die ein Jahr später unter Beteiligung niederdeutscher Einwanderer westlich der Burg wieder aufgebaut wurde und der 1274 der pommersche Herzog Barnim I. das lübische Stadtrecht verlieh. Die deutschen Zuwanderer besiedelten die Ratswiek, die frühere wendische Siedlung, neu. 1308 wurde die Stadt einschließlich des Doms infolge kriegerischer Auseinandersetzungen zwischen dem Markgrafen Waldemar von Brandenburg und Herzog Bogislaw von Pommern-Wolgast teilweise zerstört; Waldemar der Große ersetzte dem Camminer Bischof Heinrich von Wacholz 1309 den entstandenen Schaden. Die Herzöge Otto I., Barnim III. und Wartislaw IV., Herrscher über Pommern-Wolgast, verkauften am 16. August 1321 die Stadt für 8000 Mark an den Camminer Bischof Konrad IV. Im Kampf gegen die im Land marodierenden Raubritter und Plünderer wurde Cammin 1417 Mitglied des Wehrbündnisses ostpommerscher Städte gegen „Schinder, Räuber und Bodenstülper“. 1418 wurde Pommernherzog Bogislaw VIII. in Cammin beigesetzt. Nach Einführung der Reformation 1535 in Pommern wurde 1545 der Stettiner Kanzler Bartholomäus Suawe erster evangelischer Bischof. Seit 1556 verwalteten die pommerschen Herzöge das Bistum Cammin, bis es 1648 als ein weltliches reichsunmittelbares Fürstentum an Kurbrandenburg fiel.

### 17. bis 19. Jahrhundert
Nach dem Dreißigjährigen Krieg kam Cammin zu Schwedisch-Pommern. 1679 erhielt es Brandenburg im Frieden von Saint-Germain. 1650 verzichtete der letzte Titularbischof von Cammin, Herzog Ernst Bogislaw von Croy, gegen eine Abfindung zugunsten des Kurfürsten Friedrich Wilhelm von Brandenburg auf seine Rechte am Bistum. Als Anfang des 18. Jahrhunderts Cammin vom sogenannten Sundzoll befreit wurde, ließen sich viele Kaufleute aus Lübeck, Rostock und Stralsund in der Stadt nieder.
Nach dem Wiener Kongress gehörte Cammin zur preußischen Provinz Pommern und wurde 1818 Kreisstadt des Landkreises Cammin. Am 5. August 1845 erschien die erste Nummer der Camminer Kreiszeitung, einer Wochenzeitung für den gesamten Landkreis. Sie hatte das Format 18 × 20 cm (B × H) und wurde vom Verlagshaus G. A. Domine & Co. herausgegeben und gedruckt, das 1840 in Cammin gegründet worden war und das gleichzeitig eine Buchhandlung und eine Leihbibliothek betrieb. Ab April 1848 übernahm die Firma H. L. Behrendt & Co., die ebenfalls eine Buchhandlung führte, Redaktion, Druck und Verlag. Behrendt erhielt die Erlaubnis, das Blatt ab 1. April 1848 in Allgemeine Pommersche Zeitung umzubenennen. Danach erschienen in Cammin noch weitere Lokalzeitungen.
1848 waren im Hafen von Cammin vier Handelsschiffe beheimatet.
In das Jahr 1874 fiel die Jubelfeier des sechshundertjährigen Bestehens Cammins als deutsche Stadt, in das Jahr 1879 die Jubelfeier der zweihundertjährigen Verbindung mit der Brandenburg-Preußischen Monarchie.
Von 1876 bis 1913 war Cammin bei den Wahlen zum Preußischen Abgeordnetenhaus und zum Reichstag (Deutsches Kaiserreich) eine Hochburg der Deutschkonservativen Partei, die oft mehr als die Hälfte der Stimmen erhielt.
Aufgrund einer 1882 entdeckten Solequelle und eines benachbarten Moors wurde Cammin im Jahr 1882 zum Kurort. Badehäuser und Unterkünfte entstanden. Die Salzquelle lag in 600 m Tiefe, wies einen Salzgehalt von 4,5 % und eine Temperatur von 20 °C auf. Die Kurgebäude haben den Zweiten Weltkrieg überdauert, und der Kurbetrieb wurde noch 2010 weitergeführt.

### Seit dem 20. Jahrhundert
Um 1900 gab es in Cammin vier evangelische Kirchen, eine Synagoge, eine Realschule mit privaten Oberklassen (untergebracht in der Domschule), ein Lehrerseminar, ein adliges Fräuleinstift, Krankenhäuser, das Sol- und Moorbad, eine Eisengießerei, eine Maschinenfabrik, eine Färberei, eine Dachsteinfabrik, eine Zementwarenfabrik, eine Bierbrauerei, Viehmärkte, Schifffahrt-Unternehmen, Fischhandel und weitere Betriebe. Cammin war Sitz des Landratsamts, eines Amtsgerichts und eines Finanz- und Zollamts.
Um 1900 erhielt Cammin ein Elektrizitätswerk in der Feldstraße, wo Gleichstrom-Generatoren den elektrischen Strom erzeugten. Später bezogen die Einwohner den Strom vom Märkischen Elektrizitätswerk, wobei die Weiterleitung an das Stadtnetz über Umformer und mit Hilfe von Gleichrichtern erfolgte. 1902 wurde ein Schlachthof eröffnet; im Jahr 1927 fanden dort beispielsweise 460 Schlachtungen statt. Im Jahr 1905 wurde ein Wasserwerk mit Wasserturm in Betrieb genommen, das 1927 eine Jahresförderung von 106.500 Kubikmetern hatte. Im Jahr 1905 wurde außerdem eine Flussbadeanstalt an der Dievenow eröffnet.
1910 wurde die Kanalisation ausgebaut und eine Kläranlage in Betrieb genommen, die nach dem biologischen Fällverfahren arbeitete. Im Jahr 1927 bestand die Straßenbeleuchtung aus 96 elektrischen Lampen.
An der Dievenow (Bodden) verfügte die Stadt über einen Hafen mit einem Bollwerk von 450 m Länge. Im Jahr 1927 wurden dort 165 ankommende und 136 ausgehende Schiffe gezählt, bei einem Umschlag von 8.626 Tonnen Fracht. Hochseeschiffe konnten den Hafen wegen mangelnder Tiefe der Dievenow-Mündung nicht anlaufen. 
Cammin hatte um 1935 unter anderem ein neu errichtetes Städtisches Kurhaus, das von Gicht, Rheumatismus, Ischias oder ähnlichen Gebrechen Genesung suchenden Kurgästen des bekannt heilungskräftigen Camminer Sol-, Jod- und Moorbads Unterkunft bot, fünf weitere Hotels, vier Gasthöfe und Restaurants, zwei Cafés, eine Bierbrauerei, Buchdruckereien, ein Holzsägewerk, eine Maschinenfabrik, drei Mühlen und eine Niederlassung der Stettin-Wollin-Cammin-Dievenower Dampfschiffahrts-Gesellschaft.
In der Reichspogromnacht plünderten Anhänger des Nationalsozialismus jüdische Geschäfte und zerstörten sie auch teilweise. Die Synagoge wurde ‚arisiert‘ und dient seitdem als Wohngebäude. Der jüdische Friedhof überdauerte die Zeit des Nationalsozialismus, wurde aber Anfang der 1960er Jahre eingeebnet und zu einer Grünanlage umgestaltet. Am 31. März 2008 enthüllte die Gemeinde einen Gedenkstein zur Erinnerung an den Friedhof, nachdem eine Gedenktafel nur wenige Tage nach dem Anbringen im Juni 1996 zerstört worden war.
Während des Zweiten Weltkrieges wurden in Cammin Evakuierte aus der jetzigen Partnerstadt Lünen (Westfalen) einquartiert. Gegen Ende des Krieges fanden am 5. und 6. März 1945 an der Dievenow und in Cammin schwere Kampfhandlungen statt. Dabei wurde das Stadtzentrum von Cammin zu 60 Prozent zerstört. Anschließend besetzte die Rote Armee die Stadt. Nach Beendigung der Kampfhandlungen wurde Cammin zusammen mit ganz Hinterpommern seitens der sowjetischen Besatzungsmacht der Volksrepublik Polen zur Verwaltung überlassen. Die örtliche polnische Verwaltungsbehörde enteignete die gesamte ansässige Bevölkerung, vertrieb sie oder siedelte sie später aus. So wurden am 23. Juni 1945 morgens früh in einer Überraschungsaktion etwa 1200 Menschen von den Polen aus den Wohnungen geholt, zu einem Sammelplatz am Camminer Damm an der Wegkreuzung Soltin/Grabow getrieben und von dort aus in einem Fußmarsch über Fritzow und die Dievenow zum Flugplatz Dievenow gebracht. Es durfte nur Handgepäck mitgenommen werden. Von dort aus zog der Treck weiter über Misdroy, Swinemünde, Wolgast und Züssow in die Stadt und den Landkreis Anklam, wo der Hauptteil am 5. Juli 1945 ankam.
Unter polnischer Verwaltung erhielt Cammin die Bezeichnung Kamień Pomorski. Es begann nun die Zuwanderung polnischer Migranten, darunter sogenannter Bug-Polen, die aus den von der Sowjetunion besetzten Gebieten östlich der Curzon-Linie kamen, insbesondere aus dem heutigen Litauen. Die Stadt erhielt ein Ausbildungszentrum der Polnischen Marine. In den 1960er Jahren ließ die Verwaltung einen Teil der zerstörten Gebäude wieder aufbauen und neue Wohnsiedlungen errichten.
Bei einer Brandkatastrophe in einem Obdachlosenheim kamen am 13. April 2009 mindestens 21 Menschen ums Leben, darunter sechs Kinder. 21 Personen wurden verletzt.

### Demographie

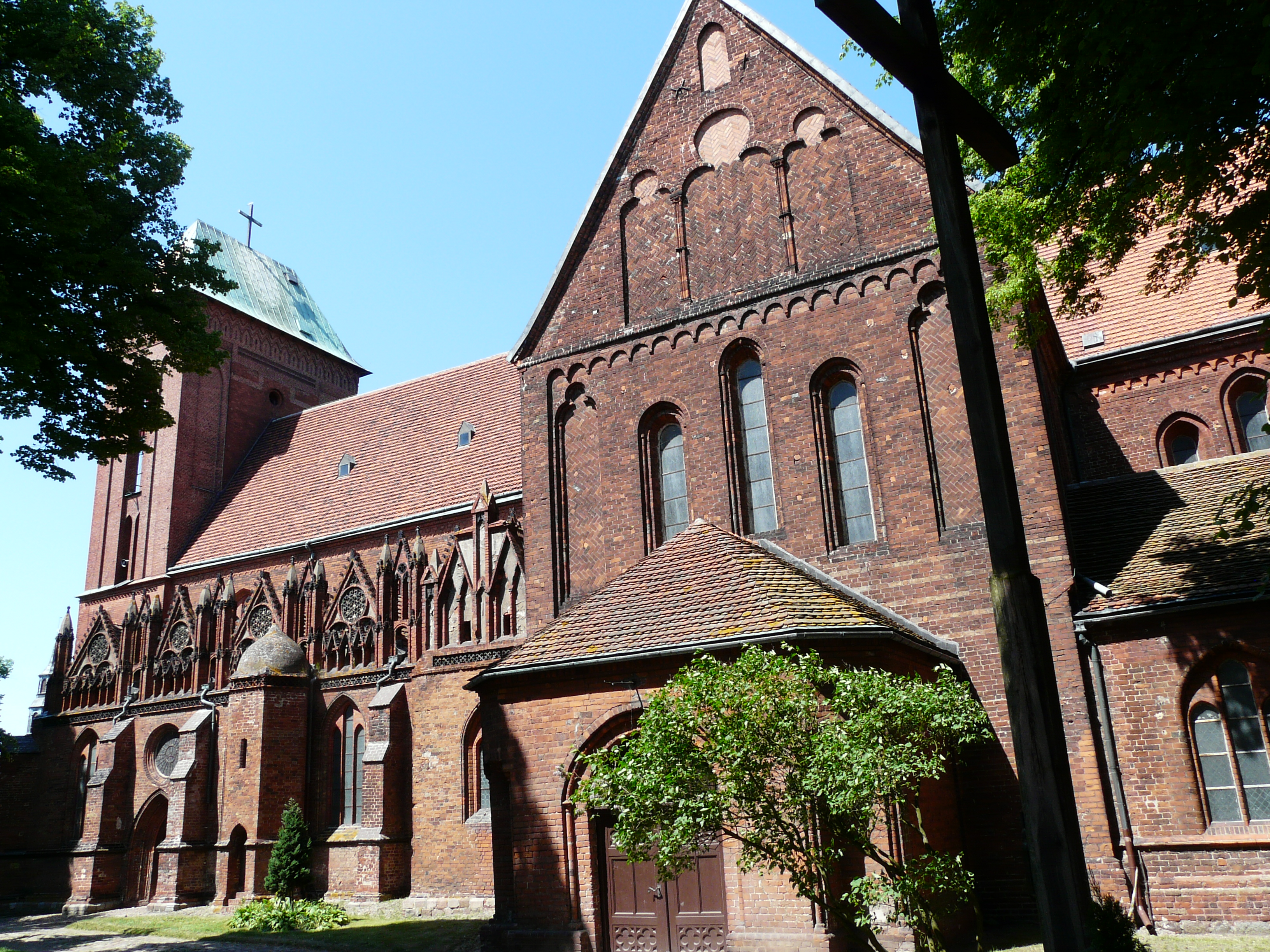
Kathedrale St. Johannes

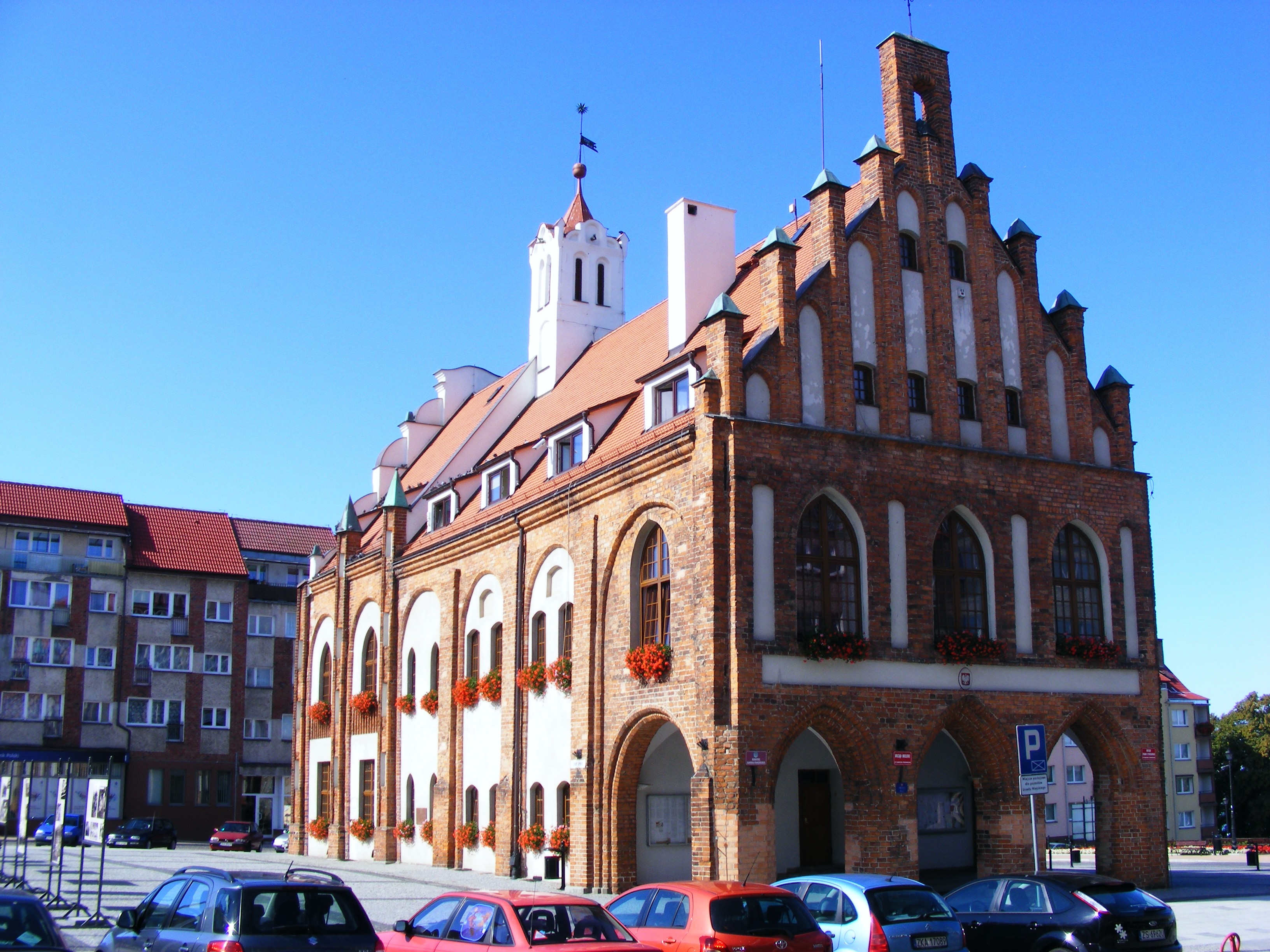
Rathaus

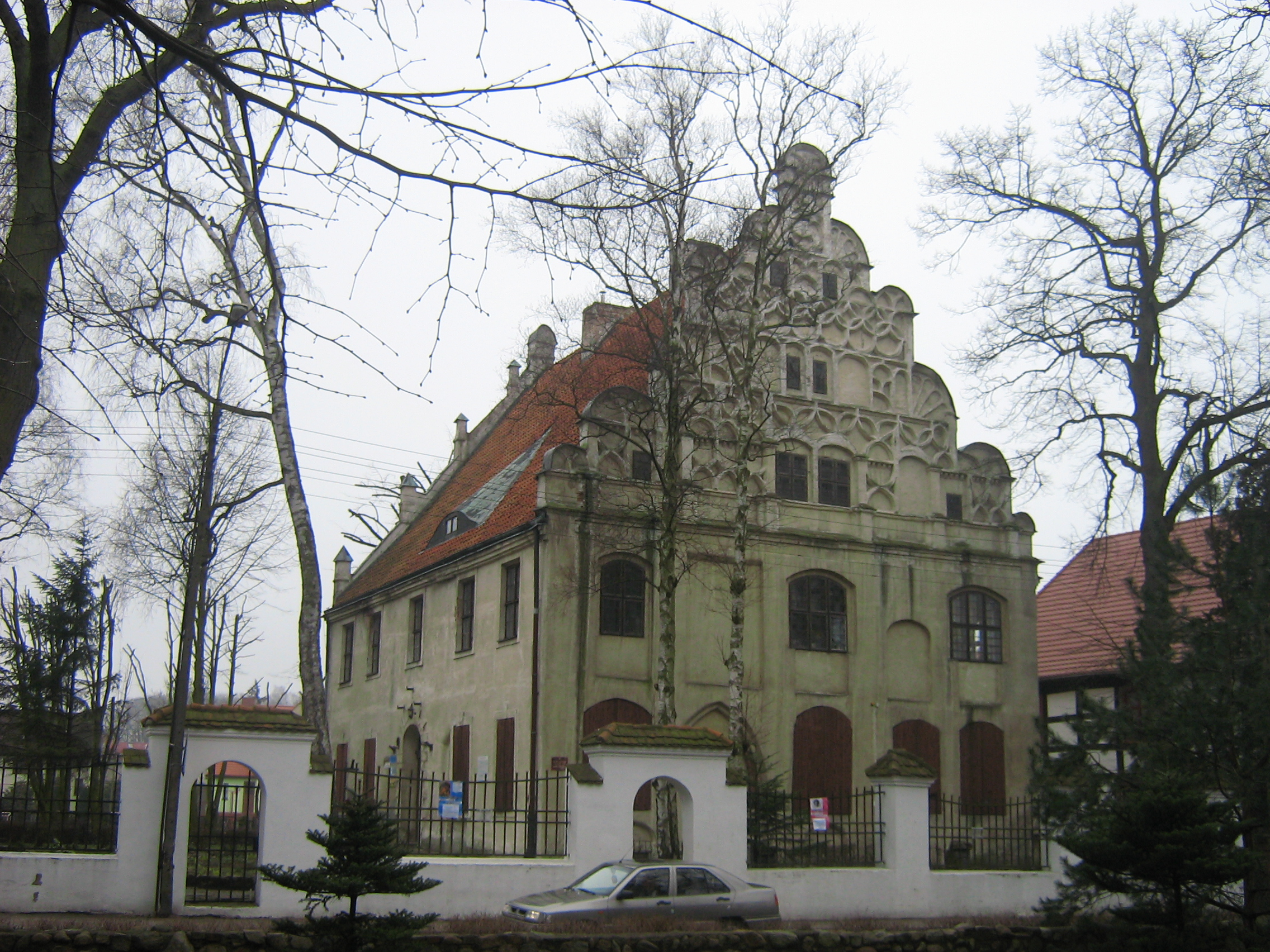
Bischofshaus

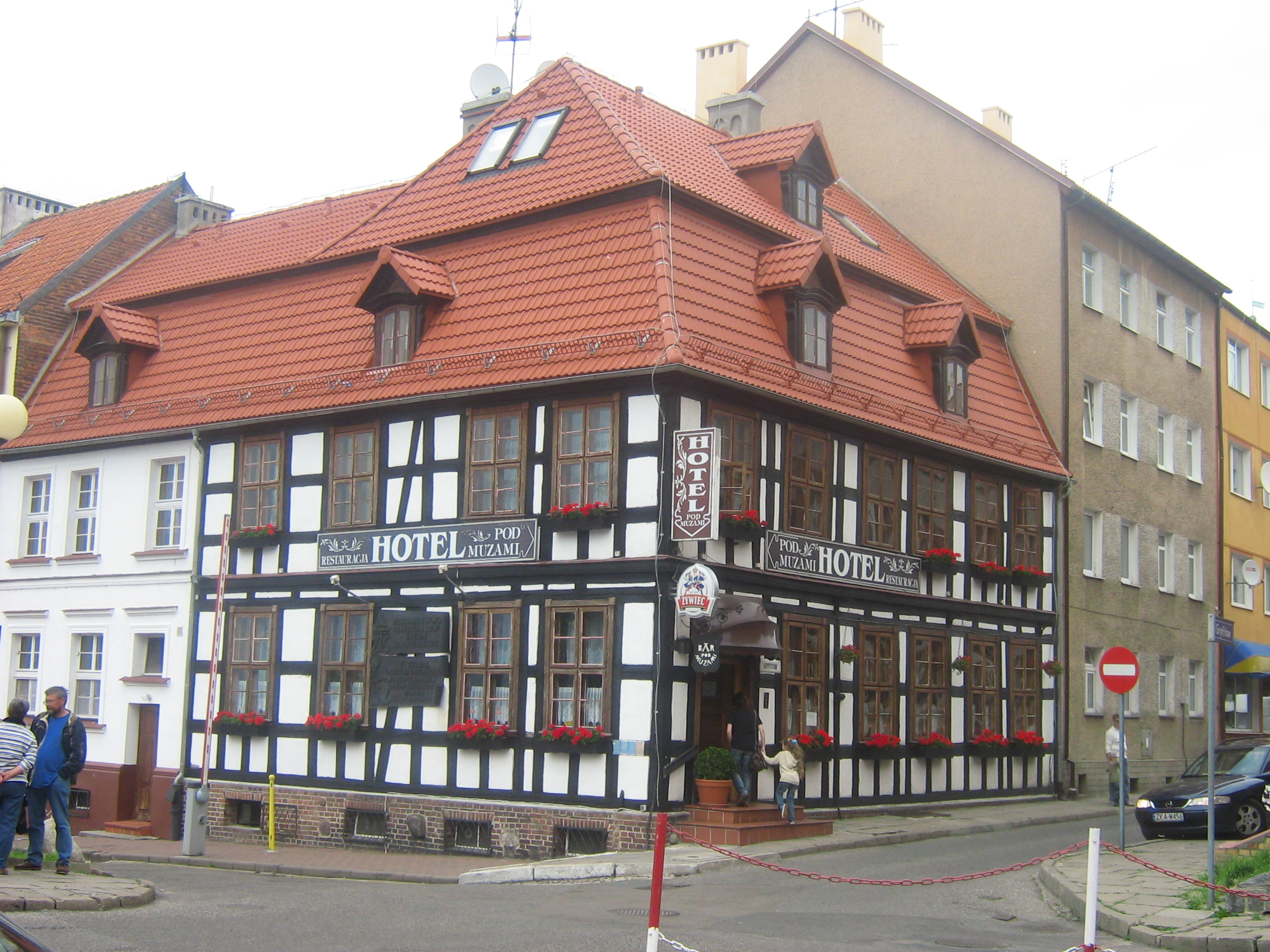
Fachwerkhaus am Marktplatz

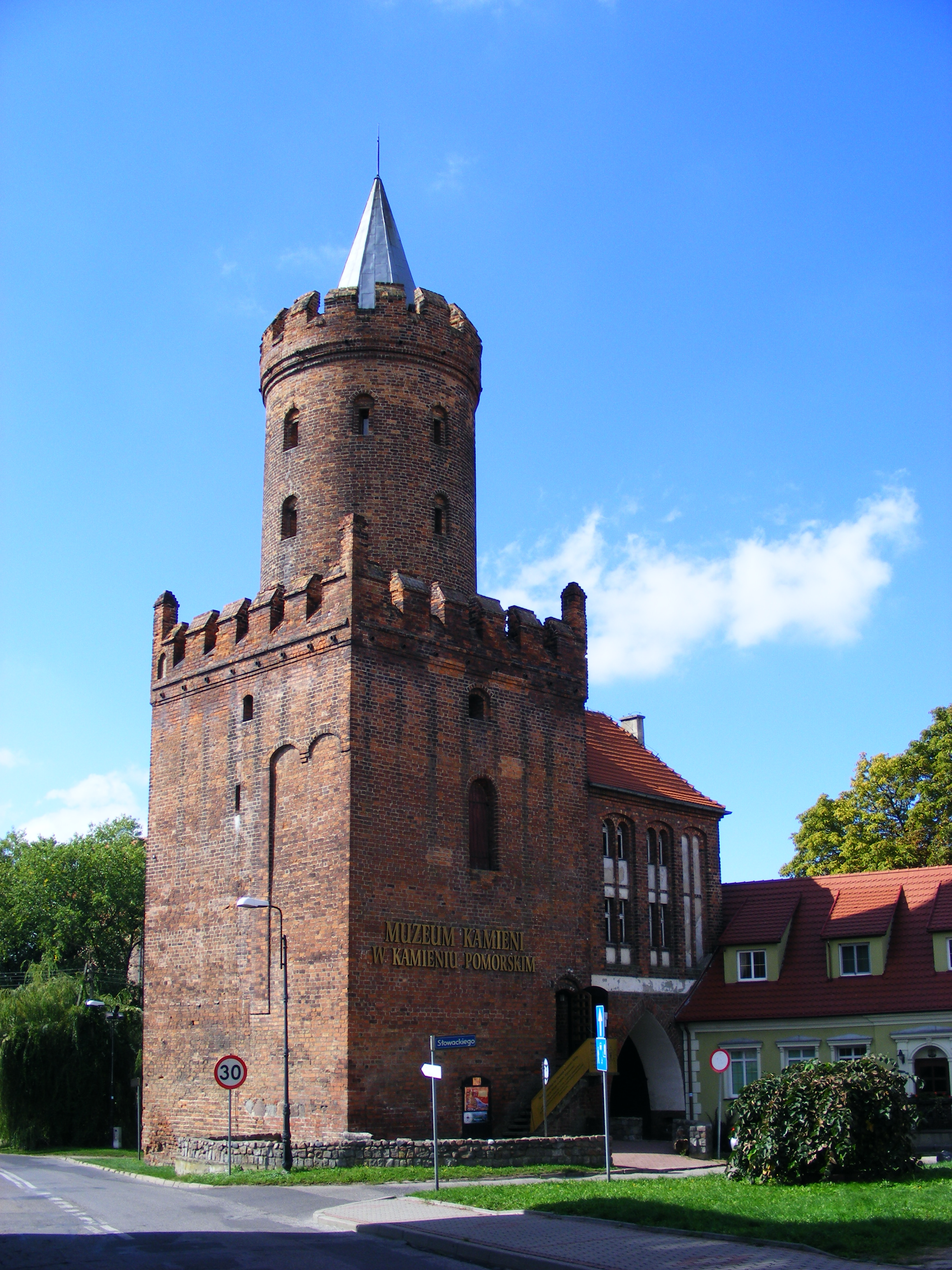
Wolliner Tor

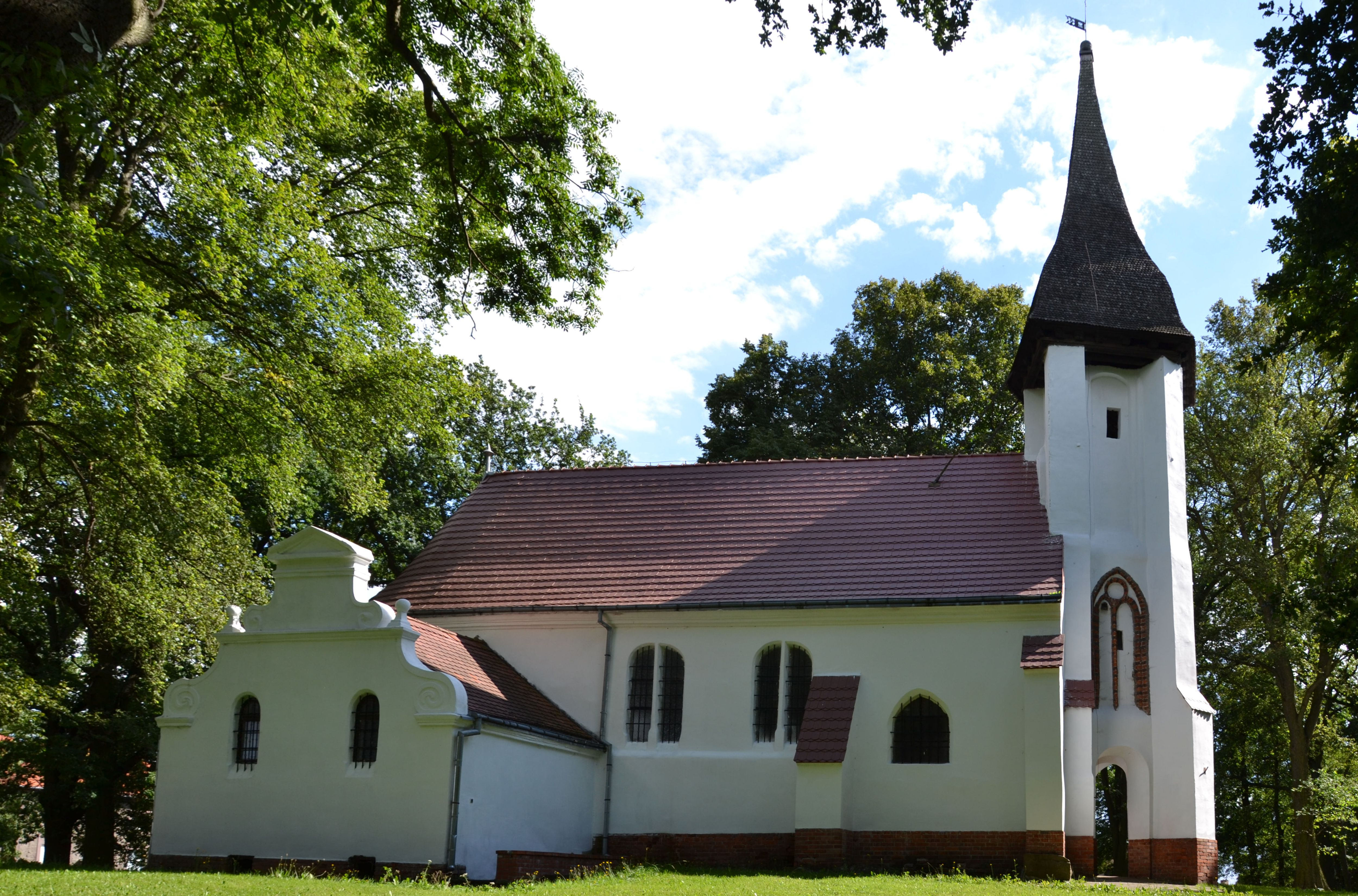
Nikolaikirche

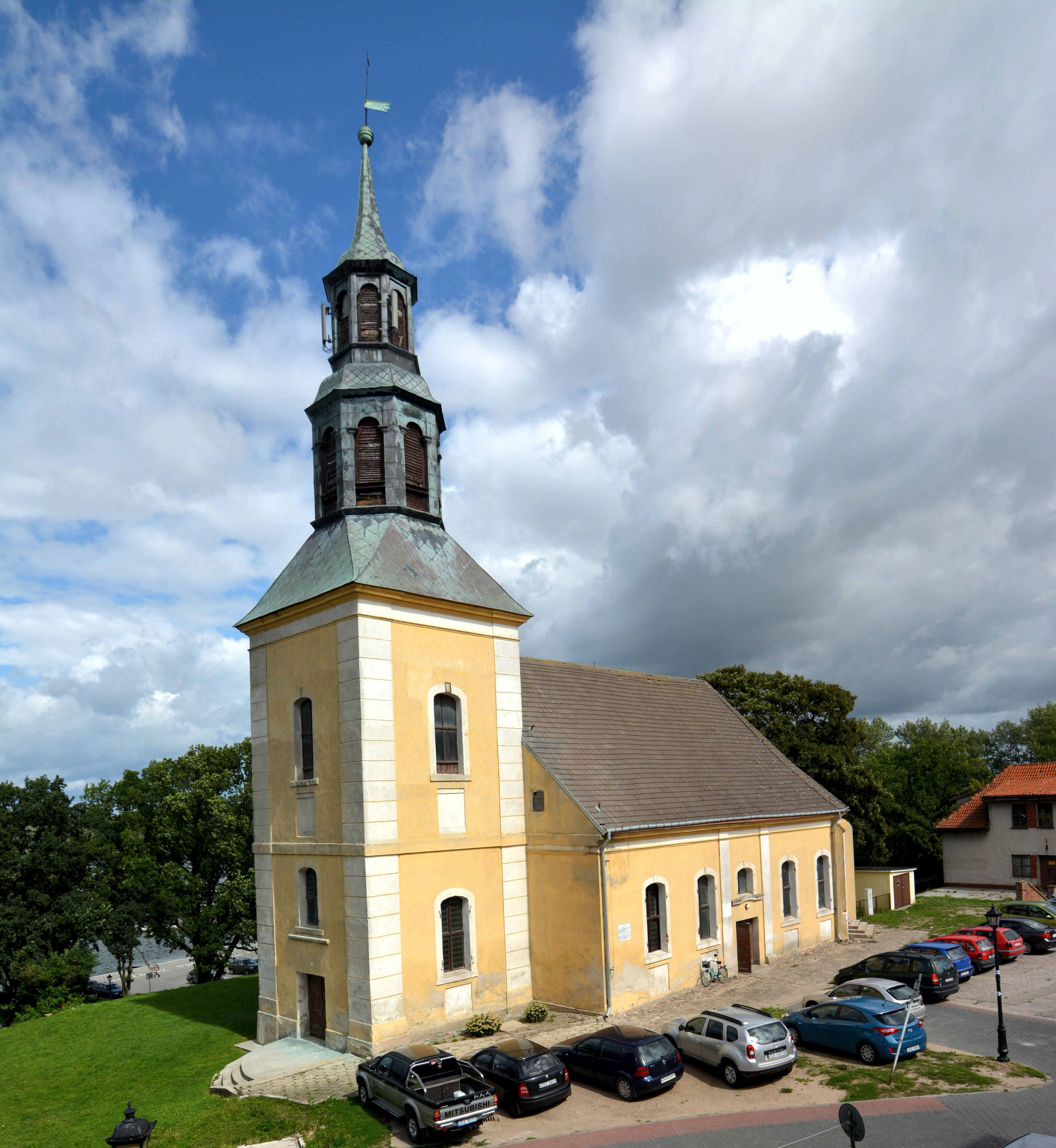
Kirche Mariä Himmelfahrt

| Jahr | Einwohner | Anmerkungen |
| ---- | --------- | --- |
| 1720 |           | unter den Einwohnern befanden sich zwei jüdische Familien                                                                 |
| 1740 | 1022      | [ 18 ] |
| 1752 |           | u. a. 23 Juden |
| 1782 | 1914      | davon 29 Juden |
| 1791 | 1838      | davon 29 Juden |
| 1794 | 1870      | davon 29 Juden |
| 1802 | 1899      | [ 21 ] |
| 1810 | 2124      | [ 21 ] |
| 1812 | 1969      | davon 25 Katholiken und 27 Juden, 15 jüdische Familien                                                                    |
| 1816 | 1965      | davon 25 Katholiken und 28 Juden                                                                                          |
| 1821 | 2324      | in 393 Privatwohnhäusern                                                                                                  |
| 1831 | 2886      | davon 14 Katholiken und 45 Juden                                                                                          |
| 1843 | 3486      | davon 13 Katholiken und 57 Juden                                                                                          |
| 1852 | 4736      | davon 23 Katholiken und 81 Juden                                                                                          |
| 1861 | 5178      | davon 18 Katholiken und 112 Juden                                                                                         |
| 1868 | 5247      | am 1. Januar, darunter neun Katholiken und 102 Juden                                                                      |
| 1871 | 5261      | am 1. Dezember, darunter 5140 Evangelische, 23 Katholiken, ein sonstiger Christ, 97 Juden; nach anderen Angaben 152 Juden |
| 1875 | 5498      | [ 24 ] |
| 1880 | 5856      | davon 158 Juden |
| 1890 | 5681      | davon 19 Katholiken und 83 Juden                                                                                          |
| 1900 | 5911      | [ 25 ] |
| 1905 | 5923      | [ 26 ] |
| 1925 | 5660      | davon 80 Katholiken und 36 Juden, nach anderen Angaben 5640 Einwohner                                                     |
| 1933 | 5848      | davon 67 Juden (1932/33)                                                                                                  |
| 1939 | 6070      | [ 24 ] |

| Jahr      | 2009 | 2010 |
| --------- | ---- | ---- |
| Einwohner | 9124 | 8677 |

## Kultur

### Bauwerke
- Die spätromanische/frühgotische Kathedrale St. Mariae und St. Johannes Baptist wurde 1175 begonnen und 1385 vollendet. Nach der Reformation diente sie 1535 bis 1945 der evangelischen Gemeinde der Stadt als Gotteshaus, seit 1946 wird sie von der polnischen katholischen Gemeinde genutzt. Das heutige Westwerk ersetzte erst 1936 eine neugotische Frontturmfassade aus dem 19. Jahrhundert. Die gut erhaltene und wohlklingende Orgel erklingt regelmäßig zu Konzerten. Das Orgelgehäuse von 1669 stammt von Michael Birgel.
- Das spätgotische Rathaus auf dem Marktplatzes wurde Mitte des 14. Jahrhunderts erbaut und nach dem Zweiten Weltkrieg restauriert. Sein Ostgiebel (Eingangsseite) entstand ursprünglich im 15. Jahrhundert, sein Westgiebel am Ende des 16. Jahrhunderts.
- Das Fachwerkhaus mit Mansarddach an der Nordostecke des Marktplatzes, ehemals Hoefs genannt, stammt aus dem 17. Jahrhundert
- Das spätgotische Wolliner Tor aus dem 14. Jahrhundert mit Zinnenkranz ist 36 m hoch. Von der oberen Plattform aus bietet sich eine Fernsicht über den Camminer Bodden. Die Innenräume beherbergen ein mineralogisches Museum.
- Das Bischofshaus (Buddenhaus) neben dem Dom wurde um 1300 erbaut. Es diente als Wohnsitz der Bischöfe von Cammin, neben der 1385 erbauten Körliner Bischofsburg. 1568 ließ Johann Friedrich das Bischofshaus im Stil der Renaissance umbauen, ebenso die Körliner Burg; in Köslin ließ er von 1569 bis 1574 ein Renaissance-Schloss errichten; die beiden Bischofsschlösser wurden später zerstört. Das Bischofshaus wurde als katholisches Kulturzentrum und Historisches Museum der Region Kamień Pomorski genutzt, bis das Museum in ein neues Gebäude umzog.[29]
- Das Dekanat (Kleisthaus) neben dem Dom wurde für die niedere Geistlichkeit erbaut.
- Die Nikolaikirche wurde um die Wende des 16. Jahrhunderts erbaut, die Kanzel stammt aus dem 17. Jahrhundert. Das Gebäude wurde nach dem Zweiten Weltkrieg restauriert.
- Die barocke Kirche Mariä Himmelfahrt wurde um 1750 erbaut.

### Naturdenkmal
Im nördlichen Uferbereich der zu Cammin gehörenden Insel Gristow liegt der Königsstein. Der Findling hat einen Umfang von 20 m und ist der fünftgrößte Findling Polens.

## Politik

### Städtepartnerschaften
- Bromölla, Schweden
- Kowary, Polen
- Porvoo, Finnland
- Lünen, Deutschland
- Grimmen, Deutschland
- Torgelow, Deutschland

### Gemeindegliederung
Die Gmina Kamień Pomorski ist eine Stadt-und-Land-Gemeinde.
Zu ihr gehören:
- eine Stadt:
  - Kamień Pomorski (Cammin i. Pom.)

- 29 Ortsteile (Schulzenämter):[30]

- - Benice (Benz)
  - Buniewice (Bünnewitz)
  - Buszęcin (Büssenthin)
  - Chrząstowo (Granzow)
  - Chrząszczewo (Gristow)
  - Dusin (Düssin)
  - Górki (Görke)
  - Grabowo (Grabow)
  - Grębowo (Grambow)
  - Jarszewo (Jassow b. Cammin)
  - Jarzysław (Julianenhof)
  - Kukułowo (Kucklow)
  - Miłachowo (Milchow)
  - Mokrawica (Mokratz)
  - Płastkowo (Plastichow)
  - Połchowo (Polchow)
  - Rarwino (Rarwien)
  - Rekowo (Reckow)
  - Rozwarowo (Ribbertow)
  - Rzewnowo (Revenow)
  - Sibin (Zebbin)
  - Skarchowo (Scharchow)
  - Śniatowo (Schnatow)
  - Stawno (Stäwen)
  - Strzeżewo (Stresow)
  - Szumiąca (Königsmühl)
  - Trzebieszewo (Tribsow)
  - Wrzosowo (Fritzow)
  - Żółcino (Soltin)
- übrige Ortschaften:
  - Borucin (Marquardsmühl)
  - Borzysław (Emilienhof)
  - Chrząszczewko (Neu Gristow)
  - Ducino (Düssin)
  - Ganiec (Gahnz)
  - Giżkowo (Gieskow)
  - Kukań (Ludwigsbau)
  - Radawka (Raddack)
  - Rzewnówko (Klein Revenow)
  - Strzeżewko (Klein Stresow)
  - Świniec (Schwenz)

## Verkehr
1892 erhielt Cammin eine Eisenbahnverbindung nach Stettin. Heute hat die Stadt einen Bahnhof für Nahverkehrszüge an der Bahnstrecke Wysoka Kamieńska–Trzebiatów, die hier endet. Daran grenzt ein Busbahnhof an. Zwischen diesem Busbahnhof und dem Busbahnhof in Świnoujście (Swinemünde), der sich an der Ostseite des Hafens neben der Anlegestelle der Bielek-Autofähre befindet, pendeln öffentliche Busse, die die Strecke entlang der Ostseeküste (Landstraße 102) über die Ortschaften Międzyzdroje (Misdroy), Kołczewo (Kolzow), Miedzywodzie (Heidebrink), Dziwnowek (Wald Dievenow) und Dziwnów (Dievenow) nehmen. Auch von Goleniów (Gollnow) aus kann Kamień Pomorski mit dem Bus erreicht werden.

## Persönlichkeiten

### Söhne und Töchter der Stadt
- Adrian Sickermann (16. Jahrhundert), baute neue Orgel für den Dom, siehe Zickermann (Orgelbauer)
- Johann Hieronymus Staude (1615–1663), deutscher Orientalist
- Adam Bogislaus Rubach (1652–nach 1717), deutscher Jurist, brandenburgischer Resident in Danzig
- David Halle (1712–1788), gründete 1745 in Braunschweig die noch heute in Familienhand geführte Seilerei
- Albrecht Immanuel Driesenthal (1724–1781), deutscher evangelischer Theologe
- Adolf Asher (1800–1853), deutscher Buchhändler, Antiquar, Verleger und Bibliograph
- Hermann von Schmidt (1811–1873), preußischer Polizeidirektor und Landrat
- Franz San-Galli (1824–1908), preußisch-russischer Unternehmer
- Carl Wilhelm Emil Quandt (1835–1911), deutscher evangelischer Pfarrer, zuletzt 1. Direktor des Predigerseminars in Wittenberg
- Hermann Textor (1838–1906), war Regierungs- und Baurat, sowie Technischer Direktor in der fünfköpfigen Direktion der Lübeck-Büchener Eisenbahn-Gesellschaft
- Johannes Meinhold (1861–1937), deutscher evangelischer Theologe, Professor in Bonn
- Karl Bernhard Bamler (1865–1926), deutscher Meteorologe, Lehrer und Pionier des Freiballonfahrens
- Werner Gercke (1885–1954), deutscher Verwaltungsbeamter
- Edwin Renatus Hasenjaeger (1888–1972), deutscher Kommunalbeamter, Oberbürgermeister von Stolp, Rheydt und Mülheim an der Ruhr
- Ernst Münter (1899–1983), deutscher Sportwissenschaftler
- Klaus Uebe (1900–1968), deutscher Generalmajor
- Hans Henseke (1925–2021), deutscher Historiker
- Günter Spielmeyer (1925–2022), deutscher Jurist, Richter am Bundessozialgericht
- Klausjürgen Wussow (1929–2007), deutscher Schauspieler
- Uwe Johnson (1934–1984), deutscher Schriftsteller
- Martin Weyer (1938–2016), deutscher Organist und Musikwissenschaftler
- Jochen Hoefs (* 1939), deutscher Geochemiker und Mineraloge
- Dietrich Becker (* 1940), deutscher Maler
- Michael Gramberg (1942–2020), deutscher Fernsehjournalist
- Rainer Klebba (1943–2012), deutscher Politiker (SPD), Mitglied des Abgeordnetenhauses von Berlin
- Erland Erdmann (* 1944), deutscher Kardiologe
- Janusz Bieniek (* 1955), polnischer Radrennfahrer
- Bogusław Mamiński (* 1955), polnischer Hindernisläufer
- Sebastian Murawski (* 1994), polnischer Fußballspieler
- Adrian Benedyczak (* 2000), polnischer Fußballspieler

### Weitere mit Cammin verbundene Personen
- Otto von Bamberg (um 1060–1139), verkündete hier das Christentum
- Wartislaw I. (um 1100–vor 1148), Pommernherzog, erhob Cammin 1123 zu seiner Hofstadt
- Ewald Georg von Kleist (1700–1748), erfand 1745 in Cammin die elektrische Verstärkungsflasche
- Ernst von Köller (1841–1928), war 1868–1887 Landrat des Kreises Cammin